# Jennifer Hosten
Jennifer Josephine Hosten (sinh ngày 31 tháng 10 năm 1947) là Hoa hậu Thế giới 1970 đại diện cho Grenada. Cô trở thành người phụ nữ đầu tiên từ đất nước Caribê này chiến thắng tại cuộc thi Hoa hậu Thế giới. Chiến thắng của cô gây phẫn nộ cho những người xem truyền hình và xảy ra nhiều hành động phân biệt chủng tộc

## Cuộc thi Hoa hậu Thế giới 1970
Các tranh cãi diễn ra trước khi cuộc thi được bắt đầu khi nhà tổ chức đã cho hai thứ sinh người Nam Phi tham dự bao gồm một người da đen và một người da trắng. Trong đêm chung kết cuộc thi, một quả bom đã phát nổ dưới sân khấu để ngăn không cho cuộc thi được truyền hình trực tiếp. May mắn thay không có bất cứ một thương tích nào. Các khán thính giả sau đó đã phải ở trong một bầu không khí rất ngột ngạt bởi những cuộc biểu tình nổ ra ở phía bên ngoài nhà hát và khung cảnh hỗn độn phía trong. 
Trong suốt buổi tối, các cuộc biểu tình kêu gọi "Giải phóng phụ nữ" đã được diễn ra. Họ la hét, thổi còi và ném bom khói, rải tờ rơi trên khắp sân khấu.

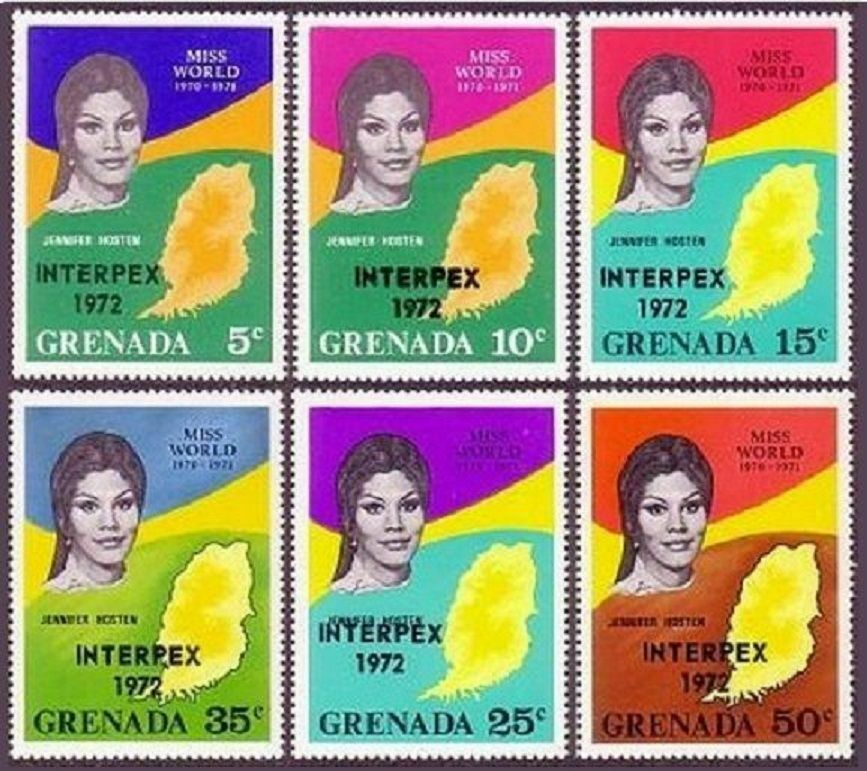
Jennifer Hosten (1971)

Thậm chí các tranh cãi còn trở nên lớn hơn khi kết quả được công bố. Jennifer Hosten đã chiến thắng và cô gái da đen từ Nam Phi về thứ nhì. Đài truyền hình BBC và các báo chí đều đã nhận được rất nhiều thư thể hiện sự phản đối về kết quả và cho rằng đó chính là một hành động phân biệt chủng tộc. Bốn trong số chín vị giám khảo khi đó đã bầu chọn vị trí Hoa hậu sẽ thuộc về Hoa hậu của Thụy Điển, trong khi người đẹp của Grenada chỉ nhận được có 2 phiếu, tuy nhiên người đẹp của Thụy Điển chỉ là Á hậu 3. Ngoài ra thủ tướng chính phủ của Grenada khi đó là ngài Eric Gairy cũng có mặt trong thành phần ban giám khảo. Rất nhiều cáo buộc đã cho rằng cuộc thi gian lận. Một số khán giả tụ tập ở phía ngoài nhà hát đã hét rất lớn "Thụy Điển, Thụy Điển". Bốn ngày sau đó, giám đốc của tổ chức Hoa hậu Thế giới là bà Julia Morley đã từ chức vì áp lực mạnh mẽ từ các tờ báo và dư luận. Năm 1979 Eric Gairy thủ tướng của Grenada đã bị lật đổ vì các cáo buộc về tham nhũng và lạm dụng quyền con người.
Chồng của bà Julia Morley, Eric Morley, chủ tịch của công ty (Mecca) đồng thời là chủ sở hữu cuộc thi Hoa hậu Thế giới đã nhượng quyền thương mại của cuộc thi lại cho bà đã đứng ra để bác bỏ những lời cáo buộc về gian lận kết quả, Eric Morley đã xem xét lại bảng chấm điểm cũng như số phiếu bầu của ban giám khảo. Những kết quả này cho thấy Jennifer Hosten đã giành được số điểm cao hơn những thí sinh khác kể cả Hoa hậu của Thụy Điển. Julia Morley sau đó lại tiếp tục công việc của bà. Tuy nhiên nhiều người vẫn cảm thấy số điểm của ngài Eric Gairy đã làm thay đổi kết quả của cuộc thi.

## Sau cuộc thi Hoa hậu Thế giới
Jennifer tham gia cùng Bob Hope trong các chuyến đi ra nước ngoài làm từ thiện của mình.
Sau đó cô đã làm việc cho hãng hàng không Canada và sau đó kết hôn với người điều hành hãng là David Craig. Họ sống ở Bermuda cho đến năm 1973 thì dọn đến Ontario, Canada. Họ có với nhau hai con: con gái là Sophia Craig và con trai là Beau Craig.
Cùng với người chồng thứ hai của mình là Shaun Sarsfield, Jennifer đã mở một số nhà hàng và quán bar tại Grenada vào năm 2005. Năm 2006 cô được mời làm Giám đốc cuộc thi Hoa hậu Thế giới Grenada để chọn ra người đại diện thứ 3 trong lịch sử của Grenada tham dự cuộc thi Hoa hậu Thế giới.
| Tứ đại Hoa hậu (1970)           | Tứ đại Hoa hậu (1970)            | Tứ đại Hoa hậu (1970)                 | Tứ đại Hoa hậu (1970)     |
| ------------------------------- | -------------------------------- | ------------------------------------- | ------------------------- |
| Hoa hậu Hoàn vũ Marisol Malaret | Hoa hậu Thế giới Jennifer Hosten | Hoa hậu Quốc tế Aurora McKenny Pijuan | Hoa hậu Trái đất không có |